# Paudèze
Die Paudèze ist ein Fluss im Kanton Waadt.
Sie entspringt 1,5 km nordwestlich von Savigny und fliesst in Richtung Südwesten. Nach 8 km mündet sie zwischen dem Hafen von Pully und Paudex in den Genfersee. Das Tobel der Paudèze wird von mehreren Strassen- und Eisenbahnbrücken (Bahnstrecke Lausanne–Bern und Simplonstrecke) überschritten. Wichtigster Nebenfluss ist die Chandelar.

## Geschichte
An der Mündung der Paudèze befand sich bis 1918 eine Fabrik, die mit der Bezeichnung «Paudézite» Zement herstellte, von dem die Fabrik jährlich 600'000 Säcke versendete. Sie beschäftigte im Durchschnitt in den Jahren 1902 bis 1910 rund 150 Arbeiter. Ebenfalls befanden sich an der Paudèze mehrere durch Wasserkraft angetriebene Mühlen.